# ملک (سوره)
سوره مُلک سوره ۶۷ام از قرآن است، ۳۰ آیه دارد و سوره‌ای مکی است. مَلِک به معنی پادشاه، همچنین از نام‌های نیکوی خداوند در اسلام است.
در آیه اول این سوره چنین آمده‌است:
بزرگوار [و خجسته] است آنکه فرمانروایی (مُلک) به دست اوست و او بر هر چیزی تواناست.
نام‌های دیگر این سوره منجیه (نجات‌دهنده) و واقیه یا مانعه (بازدارندهٔ تلاوت‌کننده از عذاب الهی یا قبر) است. محتوای این سوره پیرامون مبدأ، صفات خداوند و آفرینش جهان است و در مورد معاد و مجازات جهنم و تهدید کافران به عذاب سخن می‌گوید.